# Thái Đen
Thái Đen (tiếng Thái:ไทดำ; chữ Thái Đen:ꪼꪕꪒꪾ, phát âm tiếng Thái: [Thay Đằm]) hay Thái quần đen ( tiếng Thái: ไทยทรงดำ; phát âm tiếng Thái: [Thay xoong-đằm]) là dân tộc sinh sống chủ yếu tại Việt Nam, Lào, Trung Quốc và Thái Lan.

## Dân số và địa bàn cư trú
Tại Việt Nam, người Thái Đen cùng với người Thái Trắng (chữ Thái đen:ꪼꪕ ꪒꪮ꪿ꪙ - ꪼꪕ ꪄꪱꪫ)và một số nhóm nhỏ khác được gọi chung là dân tộc Thái. Dân số của nhóm Thái Đen tại Việt Nam năm 2002 ước tính khoảng 690.300 người.
Tại Lào, có khoảng 49.953 người Thái Đen hay Tày Mười sinh sống tại tỉnh Khammouan (thống kê năm 1995).
Tại Trung Quốc có chừng 9603 người Thái Đen (một phần của dân tộc Thái theo phân loại của CHND Trung Hoa) (số liệu 1995).
Tại Thái Lan có 419 người Thái Đen sinh sống tại tỉnh Loei (tỉnh), Thái Lan (số liệu 2004, nhóm này đến Thái Lan vào năm 1885). Số dân Thái Đen cũng sống ở các tỉnh khác như Nakhon Pathom, Ratchaburi, Suphan buri, Phitsanulok, Chumphon và Surat Thani.
Người Thái Đen cũng có mặt tại Australia, Pháp và Hoa Kỳ tập trung tại tiểu bang Iowa.

## Di cư và phát triển
Theo các cuốn sách cổ của Thái Lan và các nghiên cứu cho thấy người Thái Đen di cư từ Tây Song Bản Nạp, miền nam Trung Quốc từ cuối Thiên niên kỷ I. Họ men theo sông Mê Nam đến định cư ở Loei (Thái Lan). Sau đó họ di cư sang Lào. Dưới sự chỉ huy của Thủ Lĩnh Lạn Chượng, đội quân của người Thái Đen đã vượt qua đèo Khâu Phạ sang khu vực Mường La Sơn La (Việt Nam), họ dần thu phục các tộc người những nơi này cho đến đất Mường Thanh.
Mường Thanh trở thành trung tâm của họ sau Mường Lò. Thế nhưng đến khoảng thế kỷ XI, Mường Muổi (tức Thuận Châu Sơn La ngày nay) lại nổi lên và có vai trò chi phối các Mường khác khắp vùng Tây Bắc rộng lớn. Thủ lĩnh Mường Muổi bấy giờ chính là Tạo Ngu Hấu (hay Ngưu Hống theo phiên âm Hán - Việt). Từ đó Mường Muổi trở thành trung tâm của người Thái Đen, phát triển mọi mặt hơn cả Mường Lò và Mường Thanh. Trong thời kỳ Thonburi, Taksin Đại đế Khi đến Viêng Chăn năm 1779, ông đã cưỡng bức người Thái Đen di cư khỏi Tây Song Bản Nạp. Họ đến định cư ở Phetchaburi, Thái Lan. Vào thời vua Rama I năm 1792, đã tập hợp nhóm người Thái Đen, Lào Puan và Lào Viêng sang Thái Lan một lần nữa. Lý do tại sao Muang Thaeng, Muang Phuan trở nên mạnh hơn Viêng Chăn Tổng đốc Viêng Chăn dấy binh tấn công Lào Song, Lào Puan và Lào Viêng sau đó tiến xuống dâng lên Đức vua Phật hoàng Yodfa ở Bangkok khoảng 4.000 gia đình. Saraburi Lao Puan đi đến tỉnh Suphanburi và người Thái Đen di cư đến làng Nong Lao hay Nong Lao (Nong Prong), huyện Nong Prong , huyện Khao Yoi, tỉnh Phetchaburi. Dưới thời trị vì của Vua Rama III,
Hoàng tử Anouvong của Lào, Viêng Chăn, tấn công huyện của người Thái Đen sinh sống và buộc họ phải di dân xuống Bangkok, sau đó yêu cầu trao đổi người Thái Đen với người Lào ở Viêng Chăn bị cưỡng bức trong thời Thonburi. "Hãy quay trở lại Viêng Chăn và yêu cầu Vương quốc Viêng Chăn của Lào độc lập, không liên quan trực tiếp đến Bangkok." Nhưng vua Rama 3 không cho phép điều đó. bởi vì nếu ông đồng ý, sẽ có những nhóm người khác mà Thái Lan đã cưỡng bức trở nên trầm trọng hơn Không thực hiện được mong muốn của hoàng gia, Chao Anuwong cảm thấy bị sỉ nhục và quay trở lại Viêng Chăn và bắt đầu một cuộc nổi loạn.
- 1826 - 1828 Hoàng tử Anouvong nổi dậy chống lại Xiêm. nổi dậy ở Viêng Chăn và đưa gia đình Tai Dam đến sống ở Xiêm một lần nữa Như hồi ký của Thống chế Chao Phraya Surasak Montri đã nói khi ông làm tướng đánh bại Hor dưới triều vua Rama 5, 1887 rằng “Vua Phra Nang Klao Chao Yu Hua do đó, Bệ hạ ân cần đến Chao Phraya Dharma nâng cao một đội quân lên thành phố đến thành phố Chính phủ đã có tổ chức và đã đưa Krua Muang Thaeng và Xishuangbhutai, vốn là Thái Đen, xuống Bangkok rất nhiều vì nếu kéo dài sẽ gây rắc rối cho chính phủ một lần nữa." Sau đó, Đức vua Maha Vajiralongkorn Phra Vajiraklaochaoyuhua cho những người Thái Đen đó thiết lập một nơi cư trú ở Phetchaburi cho đến khi nó được gọi là Lao Song từ bằng chứng nhập cư vào Thái Lan cả hai lần cho thấy dân Thái Đen đến định cư ở tỉnh Phetchaburi Đây là người đầu tiên và theo lời kể của chính người Thái Đen, người ta mô tả rằng họ di cư từ quê hương cũ bằng thuyền đến định cư tại Thủ phủ Tambon Tha Raeng Ban Laem đó là một ngôi nhà trên bãi biển Người Thái Đen không thích địa thế ở vùng đó. Vì vậy, họ tiếp tục di dời cho đến khi đến được huyện Khao Yoi. vốn có địa thế rừng núi, giống như khu định cư ban đầu nên nhà dân ở rất đông đúc.

## Chữ viết
Người Thái Đen là một trong số rất ít dân tộc (nhất là dân tộc thiểu số) sớm có chữ viết riêng. Người ta chưa thể xác định rõ chữ Thái Đen ra đời từ khi nào, tuy nhiên người ta đã biết đến các cuốn sách ghi chép từ thế kỷ XI, do đó có thể chữ Thái Đen đã ra đời từ trước đó khá lâu.
Chữ Thái Đen là chữ tượng thanh đạt đến trình độ cao và là nguồn gốc của nhiều chữ viết khác như chữ Thái Lan, Chữ Lào,...

## Tín ngưỡng - Tôn giáo
Người Thái Đen không theo đạo(*).
Về tín ngưỡng: Người Thái Đen thờ cúng tổ tiên. Họ tin rằng người đã khuất hay tổ tiên sẽ luôn ở nhà mình phù hộ che trở cho con cháu. Cứ 10 ngày một lần (tính theo can của phương đông) là ngày mà họ gọi là (tiếng Thái: ม้ แหวนด โดง, ꪣꪳ꫁ ꪹꪫꪸꪙ ꪶꪕꪉ, phát âm tiếng Thái: [mự wên đông]),
mỗi gia đình sẽ làm các mâm cơm như mâm cơm gia đình ăn hằng ngày mang vào dâng lễ cho tổ tiên. Sau đó họ mới đem chính thức ăn đó về ăn như bình thường. Thông thường một ngày Vênz tôngz dâng lễ hai lần theo 2 bữa chính, buổi sáng không quá muộn và buổi chiều cúng trước khi mặt trời chưa lặn hoặc chưa tối. Một số nơi thì chỉ dâng lễ một lần.
Tín ngưỡng này thể hiện sự kính trọng, ghi nhớ công ơn tổ tiên của người Thái Đen. Nó còn mang tính giáo dục, điều chỉnh hành vi đối xử của con cháu với ông bà, cha mẹ khi chung sống trở nên tốt đẹp hơn.
Ngoài ra người Thái Đen còn tôn thờ các vị thần (tiếng Thái: พิดินดอน, ꪠꪲꪒꪲꪙ ꪒꪮꪙ, phát âm tiếng Thái: [phì đìn đòn]) hoặc (tiếng Thái: พิดินพิดอน, ꪠꪲꪒꪲꪙꪠꪲꪒꪮꪙ, phát âm tiếng Thái: [phì đìn phì đòn]): thần đất (thổ địa), (tiếng Thái: พิฟ้า, ꪠꪲ ꪡ꫁ꪱ, phát âm tiếng Thái: [phì phạ]): trời,  (tiếng Thái: พิบ้าน พิเมือง,ꪠꪲ ꪚ꫁ꪱꪙ ꪠꪲ ꪹꪣꪉ phát âm tiếng Thái: [phì bản, phì mương]):tương đương với thành hoàng làng,...
Các nghi lễ truyền thống của người Thái đen gồm lễ làm phúc cho ngôi nhà (tiếng Thái: เสนเฮือน, ꪹꪎꪸꪙꪹꪭꪙ, phát âm tiếng Thái: [xên hươn]; lễ lập công hàng năm của bản (tiếng Thái: เสนบ้าน, ꪹꪎꪸꪙꪚ꫁ꪱꪙ, phát âm tiếng Thái: [xên bản]), nghi lễ lập công hàng năm của làng (tiếng Thái: เสนเมือง, ꪹꪎꪸꪙꪹꪣꪉ, phát âm tiếng Thái: [xên mương]),...